# Пепе Ельящев
Хосе́ Ріка́рдо Ельяще́в (ісп. José Ricardo Eliaschev, 31 травня 1945 року, Буенос-Айрес — 18 листопада 2014 року, Буенос-Айрес), більш відомий як Пе́пе Ельяще́в (ісп. Pepe Eliaschev) — аргентинський журналіст і письменник.

## Біографія
Пепе Ельящев народився 31 травня 1945 року в Буенос-Айресі. Він був онуком єврейських іммігрантів з Поділля (нинішня Україна) та Кишинева (нинішня Молдова). На початку 20 століття вони прибули до Аргентини, рятуючись від царських погромів. В 1989-91 роках він був директором муніципального радіо Буенос-Айреса. Його останнім радіо-шоу було «Esto que pasa».
Він помер 18 листопада 2014 року у віці 69 років від раку підшлункової залози.

## Творчість
Пепе Ельящев — автор десяти книг. Він працював журналістом і був відомий тим, що інтерв'ював таких світових діячів як Мухаммед Алі, Тед Кеннеді, Хорхе Рафаель Відела, Рауль Альфонсин, Хосе Мухіка, Едуардо Фрей Руіс-Тагле, Карлос Фуентес, Маріо Варгас Льйоса, Ернесто Сабато та Аугусто Роа Бастос. Журналіст Пепе Ельяшев відомий як один з головних критиків політики Фернандес.